# Лосёвая (приток Шоны)
Лосёвая — река в России, протекает по Енисейскому району Красноярского края. Устье реки находится в 19 км по правому берегу реки Шоны. Длина реки составляет 13 км.

## Данные водного реестра
По данным государственного водного реестра России относится к Верхнеобскому бассейновому округу, водохозяйственный участок реки — Обь от впадения реки Васюган до впадения реки Вах, речной подбассейн реки — Васюган. Речной бассейн реки — (Верхняя) Обь до впадения Иртыша.